# Sogno
Sogno ist das fünfte Studioalbum des italienischen Sängers Andrea Bocelli aus dem Jahr 1999. Im spanischsprachigen Raum ist das Album auch als Sueño bekannt.

## Entstehung und Veröffentlichung
Die Erstveröffentlichung von Sogno erfolgte am 19. März 1999 bei Polydor. Das Album erschien in seiner Originalausführung als CD mit 14 Titeln (Katalognummer: 547 221-2). Am 10. Juli 2015 erschien das Album digital in einer remasterten Fassung beu Sugar Records (Katalognummer: 06025 4730796). Am 20. November desselben Jahres erschien es erstmals als LP-Ausführung (Katalognummer: 060254718934). Sueño, die Ausführung für den spanischen Markt, verfügt über drei Bonustitel.
Die Lieder wurden von verschiedenen Autoren geschrieben, nur bei A mio padre (italienisch für An meinen Vater) schrieb Bocelli selbst mit. Anfangs war dessen Text, der als Brief verfasst wurde, nicht als Lied geschaffen worden, sondern Bocelli wollte seinen Vater vom Gelingen seiner musikalischen Karriere überzeugen. Später beauftragte Bocelli Malavasi dann, eine Melodie zu dem Text auszuarbeiten. Für das Lied Cantico arbeitete Bocelli als Liedschreiber mit Mauro Malavasi und Guerrini zusammen. Für den größten Teil der Produktion zeichnete Mauro Malavasi verantwortlich, lediglich The Prayer wurde von David Foster und Carole Sager produziert.
Das Album wurde im Clock Studio in Bologna und im Forum Studio in Rom produziert. Bocelli arbeitete währenddessen mit mehreren bekannten Sängern zusammen, mit der portugiesischen Sängerin Dulce Pontes nahm er  'O Mare E Tu auf, mit Céline Dion sang er schon 1998 zusammen The Prayer, der sich als ein großer Erfolg für beide erwies und Bocelli auch eine Nominierung für die Grammy Awards einbrachte. Mit Eros Ramazzotti, mit dem Bocelli schon zusammengearbeitet hatte, sang er Nel Cuore Lei.

## Titelliste
1. Canto Della Terra (Francesco Sartori, Lucio Quarantotto) – 4:02
2. The Prayer (mit Céline Dion) (David Foster, Carole Bayer Sager) – 4:30
3. Sogno (Giuseppe Francesco Servillo) – 4:03
4. ’O Mare E Tu (mit Dulce Pontes) (Enzo Gragnaniello) – 4:36
5. A Volte Il Cuore (Piero Marras) – 4:44
6. Cantico (Mauro Malavasi, Pierpaolo Guerrini, Andrea Bocelli) – 4:01
7. Mai Più Così Lontano (Mauro Malavasi) – 4:20
8. Immenso (Francesco Sartori, Lucio Quarantotto) – 4:51
9. Nel Cuore Lei (mit Eros Ramazzotti) (Bruno Zambrini, Dedo Cogliati) – 3:48
10. Tremo E T'Amo (Tullio Ferro, Giuseppe Francesco Servillo) – 4:51
11. I Love Rossini (Patrick Abrial, Giuseppe Francesco Servillo) – 3:56
12. Un Canto (Ennio Morricone, Sergio Bardotti) – 4:35
13. Come Un Fiume Tu (Ennio Morricone, Lucio Quarantotto) – 4:47
14. A Mio Padre (6 Maggio 1992) (Mauro Malavasi, Andrea Bocelli) – 4:00

## Preise
- 2000: Nominierung für The Prayer
- 2000: Nominierung für Best Male Pop Vocal Performance

## Kommerzieller Erfolg

### Chartplatzierungen
| ChartsChartplatzierungen       | Höchstplatzierung | Wochen |
| ------------------------------ | ----------------- | ------ |
| Deutschland (GfK)              | 6 (33 Wo.)        | 33     |
| Italien (FIMI)                 | 1 (… Wo.)         | …      |
| Österreich (Ö3)                | 3 (21 Wo.)        | 21     |
| Schweiz (IFPI)                 | 1 (31 Wo.)        | 31     |
| Vereinigte Staaten (Billboard) | 4 (72 Wo.)        | 72     |
| Vereinigtes Königreich (OCC)   | 4 (42 Wo.)        | 42     |

| ChartsJahrescharts (1999)    | Platzierung |
| ---------------------------- | ----------- |
| Deutschland (GfK)            | 65          |
| Italien (FIMI)               | 12          |
| Österreich (Ö3)              | 26          |
| Schweiz (IFPI)               | 21          |
| Vereinigtes Königreich (OCC) | 45          |

### Auszeichnungen für Musikverkäufe
Bereits nach wenigen Wochen verkaufte sich Sogno weltweit über vier Millionen Mal und wurde eines der erfolgreichsten Alben des Sängers. Es verkaufte sich weltweit etwa zehn Millionen Mal und ist somit nach Romanza das erfolgreichste Album Bocellis.
| Land/Region                  | Auszeichnungen für Musikverkäufe (Land/Region, Auszeichnung, Verkäufe) | Verkäufe  |
| ---------------------------- | ---------------------------------------------------------------------- | --------- |
| Argentinien (CAPIF)          | Gold                                                                   | 30.000    |
| Australien (ARIA)            | 2× Platin                                                              | 140.000   |
| Belgien (BRMA)               | Gold                                                                   | (25.000)  |
| Brasilien (PMB)              | Gold                                                                   | 100.000   |
| Deutschland (BVMI)           | Gold                                                                   | (250.000) |
| Europa (IFPI)                | 2× Platin                                                              | 2.000.000 |
| Frankreich (SNEP)            | 2× Gold                                                                | (200.000) |
| Griechenland (IFPI)          | Gold                                                                   | (10.000)  |
| Kanada (MC)                  | 5× Platin                                                              | 500.000   |
| Neuseeland (RMNZ)            | 3× Platin                                                              | 45.000    |
| Niederlande (NVPI)           | 2× Platin                                                              | (200.000) |
| Norwegen (IFPI)              | 2× Platin                                                              | (60.000)  |
| Österreich (IFPI)            | Gold                                                                   | (25.000)  |
| Polen (ZPAV)                 | Gold                                                                   | (50.000)  |
| Schweden (IFPI)              | Gold                                                                   | (40.000)  |
| Schweiz (IFPI)               | 4× Platin                                                              | (200.000) |
| Spanien (Promusicae)         | Platin                                                                 | (100.000) |
| Vereinigte Staaten (RIAA)    | 2× Platin                                                              | 2.500.000 |
| Vereinigtes Königreich (BPI) | Platin                                                                 | (300.000) |
| Insgesamt                    | 10× Gold · 24× Platin ·                                                | 5.315.000 |

Hauptartikel: Andrea Bocelli/Auszeichnungen für Musikverkäufe